# 魔鬼戀人

《魔鬼戀人》的徽標

《魔鬼戀人》（Diabolik Lovers），由Rejet以情境式Drama CD發售，後與OTOMATE合作遊戲化。2013年4月1日宣布製作電視動畫 。除第一作外，續作系列分別取名為『MORE,BLOOD』、『DARK FATE』、『LOST EDEN』，電視動畫第二季「DIABOLIK LOVERS MORE,BLOOD」在2015年秋天播出。另外，於2015年8月改編作舞台劇進行公演。
故事主線環繞在教會出生的少女小森唯與個性迴異的吸血鬼們互動，從中發掘吸血鬼一族的秘密。遊戲首作與動畫版第一季以逆卷家的故事為主軸，遊戲二作『More Blood』版與動畫版第二季故事劇情拓及無神家四兄弟，始祖出身的月浪家兄弟故事線於遊戲三作『Dark Fate』版本與動畫第二季揭露。遊戲四作『Lost Eden』版本故事世界觀則追加食屍鬼故事線。

## 故事簡介
- 故事方面設定以遊戲版與動畫版為主。

小森唯聽從父親暫時寄宿遠房親戚家，卻發現她的親戚其實是「吸血鬼」，她必須和六個性格糟糕的兄弟同住，照著他們的夜間作息生活，並一同到「嶺帝學院高中」上課。每天過得膽顫心驚、隨時都有可能被吸血的她，嘗試著在保有自身的信仰的狀況存活，並且在與逆卷家互動的過程中，理解吸血鬼的觀念與逆卷家的秘密。
遊戲二作《More Blood》（動畫版第二季）中，揭露吸血鬼王暨魔界族長卡爾海因茲（逆卷家六兄弟之父）著手執行讓吸血鬼與人類交合誕生新種族的「亞當與夏娃的計畫」，唯被卡爾海因茲選為擔任「夏娃」的實驗人選，以此契機接觸被卡爾海因茲從人類轉化成吸血鬼的無神家四兄弟。遊戲三作《Dark Fate》（動畫版第二季）作為始祖倖存者的月浪兄弟察覺唯血液裡蘊藏的非凡力量，將唯鎖定為目標，也讓逆卷家與無神四兄弟面對月浪兄弟帶來的影響。
遊戲四作《Lost Eden》中，卡爾海因茲正式將力量傳承給逆卷家六兄弟的選定繼承者，魔界也因為「伊甸園」的變化、食屍鬼族系的行動、教會對待魔界的立場陷入動盪局面，唯必須與魔界人士合作突破危機，找出平息混亂局面的解決之道。

## 遊戲系統
遊戲初作可攻略角色為逆卷家六兄弟，二作『More Blood』版本增加無神家四兄弟，三作『Dark Fate』版本增加月浪兄弟，『Lost Eden』增加基諾後，可攻略人數高達13人。
每代遊戲的每位角色皆有「Brutal End」（壞結局）、「Manservant end」（較「Brutal  End」稍好的壞結局）、「Vampire end」（最佳結局）。

## 登場人物

### 主要角色
小森 唯（Komori Yui，CV：末柄里惠（僅動畫版）（日本）、Maggie Flecknoe（美国））
本作主角，遊戲中可更改名字。嶺帝學院高校2年生，17歲，生日6月20日，星座雙子座，身高158公分，體重45公斤，血型：O型。
留著莓金色波浪中長髮和緋紅色的雙眼的少女。與綾人和奏人或（卡拉，辛）（只限Dark Fate 月浪路線）同一班，教會出生的少女，自小到大不相信吸血鬼存在，個性柔弱但意外地有堅強的毅力。不善游泳。由於養父是神父，因此很愛惜玫瑰經，而且經常戴著十字架。
小時候瀕臨死亡時，正好里希特看到並把柯迪莉亞的心臟安置在她的體內，導致她的鮮血跟柯迪莉亞的一樣與眾不同具有吸引力，而且擁有強大的力量。一作與二作More Blood被逆卷透吾、逆卷家叔父編入到新娘名單裡，好作為「活祭品新娘」給送到了逆卷家，進行柯迪莉亞「覺醒」的計畫，而同時進行「亞當與夏娃的計畫」，與逆卷家、無神兄弟互動期間逐步理解吸血鬼的世界觀與幕後陰謀。三作DARK FATE因為過去移植柯迪莉亞的心臟、令血液俱備始祖一族力量的影響，成為月浪兄弟的目標。

#### 逆卷兄弟
從首作已出場，是最早登場與人數最多的家族兄弟。雖然是兄弟，但除了怜司有重要的事要宣佈或是舉行晚宴外，很少會有交流。即使不是恨著對方，但就是不喜歡與對方作交流。這點在小森唯來到逆卷家後更為明顯（因為兄弟們都想獨自擁有小森唯的血）。其中綾人、奏人、禮人為第二夫人柯迪莉亞所生的三胞胎；修與怜司為第一夫人貝翠絲的兒子；么子昴則是卡爾海因兹和克莉絲塔所生之子。四作LOST EDEN中由卡爾海因兹從六兄弟裡選定力量繼承者。

逆卷 綾人（Sakamaki Ayato，CV：綠川光、牛田裕子（幼少期））
嶺帝學院高校2年生，17歲，生日3月22日，星座白羊座，身高174公分，體重62公斤，血型：O型。
留著紅色碎短髮，翡翠色雙眼的少年。很喜歡唯。為逆卷家三胞胎中的長子，在魔界多胞胎最晚出生的才是長子。
個性自大霸道。不愛念書但擅長運動，總認為自己最強。經常和兄弟們爭執或提出奇怪的活動。
幼年時被母親柯迪莉亞要求成為第一並超越長子修，在柯迪莉亞接近發瘋似的教育之下，性格變得扭曲，還曾被柯迪莉亞以「不是第一的孩子沒資格成為她的孩子」為由丟入湖中懲罰。直至某天因再也無法忍受柯迪莉亞，憤而刺殺後者，但最終柯迪莉亞被禮人所殺。
稱唯為「平胸女」。但是少數極認真的情況時會稱呼為「唯」。
喜歡章魚燒，討厭青椒。
逆卷 奏人（Sakamaki Kanato，CV：梶裕贵、水橋香織（動畫版幼少期）、平田真菜（遊戲版幼少期））
嶺帝學院高校2年生，17歲，生日3月21日，星座白羊座，身高165公分，體重56公斤，血型：O型 慣用手:右。
留著淡紫色捲短髮，有黑眼圈的正太。為逆卷家三胞胎之一，病嬌，喜歡甜食與玩偶，最重要的東西是泰迪。遊戲中曾因為綾人把泰迪藏起來，聲稱要將綾人撕個粉碎。
會造成病嬌是因為他的母親柯迪莉亞。手上總是抱著不離身的泰迪，是愛慕柯迪莉亞的人送的，柯迪莉亞不要所以送給奏人，後來把母親的屍體燒了之後，把骨灰放在泰迪裡。
小時候因為柯迪莉亞總是找男人排解寂寞，甚至常常在奏人面前上演，並且每次都要奏人唱「Scarborough Fair」（唱歌很好聽）， 因為母親的關係而不信任女人，認為女人都是獻媚的生物。也因為總是得不到母親的關愛，常常自殘弄得渾身是血吸引柯迪莉亞，却只得母親一眼的關注。遊戲中透露因為小時候的禮人聲稱要獲得那個人的關心就要傷得更深才行，才進而開始自殘。
動畫第一季取出柯迪莉亞的骨灰，交給憐司調成給唯服用的長眠藥。遊戲中則是因為唯發現泰迪裡的骨灰，所以拿骨灰給她吃。
六兄弟中身材最矮小的成員，也常被認為是兄弟中最弱小的，所以曾被打不過昴的流氓找來出氣（雖然最後流氓被奏人燒死了），其實認真時可以獨自殺了其他兄弟（遊戲本篇中的第二個結局）。
容易歇斯底里，被綾人稱為「歇斯底里的渾蛋」，與此同時厭惡其他兄弟。因為和禮人跟綾人是同名母親所生，所以特別親近兩者，在遊戲第一季Dark中的第七章曾稱「正是因為最喜歡才痛恨的想吐」。
喜歡甜食跟甜的東西，討厭苦或辛辣的食物，興趣是收集人偶（以人為材料的蠟像）。
逆卷 禮人（Sakamaki Laito，CV：平川大輔、笹本優子（幼少期））
嶺帝學院高校2年生，17歲，生日3月20日，星座雙魚座，身高174公分，體重61公斤，血型：O型。
留著翹髮尾的紅色短髮，綠色雙眼的少年。為逆卷家三胞胎之一。行為誇張、喜歡黏人。稱呼唯「bitchちゃん」。
會造成這般個性都是因為他的母親柯迪莉亞，且他本身並不否認變態一詞。亦因為騷擾女同學而遭到停學。
和母親科迪莉亞亂倫，曾因對於科迪莉亞的畸戀卻被當成她的感情垃圾桶感到憂傷，而假裝變得只在乎肉體上的快感。 最終因為禮人愛著柯迪莉亞，所以趁著科迪莉亞向他求救的時候把她推下樓了（對吸血鬼而言，殺死對方是至高的愛的告白）。
雖然看上去很輕浮，其實内心很敏感，尤其對特别一詞。頭腦聰明，此外對於歌唱亦有一定的天賦。被昴稱為全年發情期，被修叫假變態時會生氣，原因是修看出他只是假裝成變態來掩飾自己的感情。
喜歡吃馬卡龍，興趣是縱橫填空字謎。
逆卷 修（Sakamaki Shu，CV：鳥海浩輔、笹島かほる（幼少期））
嶺帝學院高校3年生 （※留級1年），19歲，生日10月18日，星座天秤座，身高180公分，體重65公斤，血型：AB型。
留著橙色短髮，藍色雙眼，喜愛音樂的少年，為逆卷家長男，憐司的兄長。雖然是長子，備受寵愛跟期望，但其實並不想成為族長。
因為是長子，母親貝翠絲對他很嚴格，但是貝翠絲關切修的同時無意間忽視了憐司，導致憐司對母親和修產生不滿。對音樂外的事情視若無睹，雖然頭腦優秀但忽視學業而留級於高中。不管在多吵雜的環境都能睡著。習慣戴著耳機聽音樂，討厭噪音喧囂。
小時候曾經有個人類朋友愛德加（無神悠真），但因為愛德加的村子著火，愛德加趕著回去也被燒死了（火災實為憐司放火燒的），自從愛德加事件之後變得頹廢並覺得活著很麻煩，對任何事都沒有興趣，亦因為該事件影響變得很怕火。動畫第二季與遊戲「More, Blood」版本始揭露愛德加於火災倖存後轉化成吸血鬼的事實。
性格慵懶討厭麻煩，連洗澡都會直接穿著衣服躺在浴缸入浴和要求唯替他脫衣服。四作LOST EDEN版本顯示其也有關切眾人與認真面對事物的一面。
喜歡的食物為一分熟牛排，討厭甜食，興趣是小提琴和音樂鑑賞。
逆卷 憐司（Sakamaki Reiji，CV：小西克幸、西墻由香（幼少期））
嶺帝學院高校3年生，年齡18歲，生日8月29日，星座處女座，身高183公分，體重67公斤，血型：O型。
留著黑灰色短髮，紅色雙眼，配戴眼鏡的少年，有著執事般俐落身手的逆卷家次男，修的弟弟。完美主義、毒舌。負責打理逆卷家的所有家務。
唯初抵逆卷家時，向其說明和幫助其適應逆卷家的生活。經常在家裡擔任阻止兄弟們的出格行為的角色。擅長研究和調製各類藥品。
認為自己沒有任何一點比不上修且比後者更適合擔任族長，但因為修是長子，所以母親貝翠絲比較注重修而忽略他，導致個性扭曲，要奪走修的一切。為此在小時候將修的人類朋友愛德加（無神悠真）的村子給燒了，修也因此變得頹廢（愛德加 / 無神悠真則在火災後倖存但失去記憶）。但是憐司發現母親在修變的頹廢後仍較關心對方，出於氣憤所以讓吸血鬼獵人（唯的養父）去殺了貝翠絲，母親卻在斷氣前對憐司表達對他的認可，此後憐司發誓要找出讓貝翠絲復活的方式，再親手折磨與扼殺她。
在動畫版第一季柯迪莉亞的靈魂被遏止覺醒後，將柯迪莉亞的骨灰調製成長眠藥交給唯服用。
喜歡的食物為奶油培根義大利麵， 興趣是收集餐具。近期對製作眼藥感興趣。
逆卷 昴（Sakamaki Subaru，CV：近藤隆）
嶺帝學院高校1年生，年齡16歲，生日11月4日，星座天蠍座，身高178公分，體重67公斤，血型：A型。
留著瀏海覆蓋右眼的側分淺色頭髮，紅色雙眼的少年。為逆卷家最小的兄弟，性格有著暴力傾向，總是不顧後果衝動出拳。對兄長們漠不關心，個性也最為封閉。因為修較不會干涉其行為，所以較接近修，但在兄長們對唯做出格行為的時候，也會出面替唯解圍。
經常破壞家中裡的傢俱裝潢，大多時間都窩在棺材裡睡覺，原本沒有特別感興趣的食物和興趣，討厭大蒜。近期則喜歡在棺材裡集中精神。擅於近身格鬥，身手亦十分敏捷。
對唯好像有特别的感情，在第二季動畫更為明顯（但唯對此未明顯察覺）。因為母親克莉絲塔是被卡爾海因兹利用時誕下他，更被後者禁於塔裏，所以對造成克莉絲塔精神創傷的生父卡爾海因兹懷有強大的恨意。隨身攜帶克莉絲塔賜給他的銀製匕首，目的是在克莉絲塔尋求解脫時用於幫助後者。
雖然表面上看起來很暴力，但其實是個傲嬌，而且內心很溫柔。在四作LOST EDEN版本學會依靠兄弟和他人。

#### 無神兄弟
『MORE,BLOOD』版本登場。無神兄弟四人原本是人類，小時候在同一個孤兒院意外認識，後來四人皆被卡爾海因茲所救與轉化成吸血鬼，居住在同間宅邸生活。雖然不是親兄弟，卻有著跟親兄弟一般的羈絆。
無神 琉輝（Mukami Ruki，CV：櫻井孝宏、村中知（幼少期））
嶺帝學院高校三年生，年齡18歲，生日4月24日，星座金牛座，身高180公分，體重64公斤，血型：AB
蓄著夾雜些許白髮的黑色短髮的少年，個性正經的無神家長男，雖然談吐正常但十分擅長算計和利用他人。喜歡稱呼女主角為「家畜」。
原本是貴族，自幼處優而性情高傲，時常對僕人施虐，後因為父親生意失敗自殺，連母親也只留下一封信跟人私奔，導致他變得不信任人類。家道中落後，僕人只顧著瓜分他們家的財產，並且對他落井下石、拳打腳踢。但因為從小身為貴族的身分以及自尊，即使流落街頭也不願意拋棄自尊跟尊嚴去跟乞丐撿拾別人不要的食物，在路上餓倒後被孤兒院的收養。
因為曾經是貴族，身上有著無法掩蓋的貴族氣質，導致他被孤兒院的其他小孩長期欺負，想自殺但又餓不死，轉而開始在孤兒院找尋跟他一樣的人，一起計畫逃出去，但在某次逃出去後被抓回來，背後被烙印兩道疤痕。唯覺得他的疤痕像是天使的翅膀。後來卡爾海因茲用另一個身分「卡路」去解救他並給他新的身分「吸血鬼」。More blood遊戲線提及，琉輝還在孤兒院時，因時常被欺負，而被梓給粘上。却也因此感到了一絲的救贖，而對梓特别溫柔。
對無神其他三兄弟照顧有加，秉持身為兄長的責任感，同時是無神家的主要家務負責人。與無神其他三兄弟對唯進行「亞當與夏娃的計畫」，比任何人都還執著於當上亞當，以回應"那位大人"的期盼。第二季動畫後期對唯似乎產生了特殊的情感，並開始重視小唯的想法。在三作DARK FATE與四作LOST EDEN版本與無神兄弟面臨危機，對於自己未能成為亞當耿耿於懷。
喜歡的食物為湯品，興趣是解謎遊戲。近期對製作料理感興趣。
無神 皓（CV：木村良平、石川由依（幼少期））
嶺帝學院高校三年生（副業：偶像），年齡17歲，生日1月28日，星座水瓶座，身高176公分，體重55公斤，血型：B
留著波浪般的金色短髮，異色雙瞳(在讀他人的心思時才會變色)、從事偶像工作的美少年。有著對外人八面玲瓏的雙面人性格。喜歡稱呼女主角為「M貓醬」。
原本是獨自下水道裡過活的孤兒，卻因為長相好而成為供貴族的「玩具」，同時得到很多由貴族送出的東西，因此認為有付出一定要有回報。
為了從束縛中擺脫，不惜刺瞎視力衰退的右眼，但卻因變成了「有瑕疵的完美品」而受到了更多的「愛戴」。在孤兒院遇到琉輝，一起計畫逃出去。後來卡爾海因茲用另一個身分「卡路」去解救他並給他新的身分「吸血鬼」。受變成吸血鬼的影響，獲得能使用右眼窺探他人想法的能力。
與無神其他三兄弟對唯進行「亞當與夏娃的計畫」。在More blood遊戲線的Burto ending 則為解救唯而犧牲自己的雙眼；該版本的Vampire ending 為了唯不惜弄瞎卡爾海因茲賜給他的右眼。在三作DARK FATE與四作LOST EDEN版本與無神兄弟面臨危機。
喜歡的食物是白酒蛤蠣義大利麵，興趣是舞蹈。對於化妝設計非常在行，喜歡的動物是貓。
無神 悠真（CV：鈴木達央、續木友子（動畫少年期）、花藤蓮（遊戲少年期））
嶺帝學院高校三年生，年齡17歲，生日7月23日，星座獅子座，身高190公分，體重70公斤，血型：O
經常將咖啡色中盤成馬尾辮，野性味重的少年。喜歡親近自然但經常有下流粗俗的習性。一旦發起飆來，可以把整個菜園弄的天翻地覆。喜歡稱呼女主角為「母豬」。
其真實身分是修記憶中的人類男孩「愛德加」，出生於信仰虔誠的農莊家庭但不相信神的存在，深愛著家人。童年時期偶然的機緣邂逅小時候的修而成為朋友，在家鄉發生火災（憐司縱火）時趕回家園，雖僥倖生存但喪失記憶，故在家園被毀後流落貧民窟，成為流落街頭被欺凌的街童，某日邂逅同樣在街頭流浪的街童們並成為朋友，但後來街童們全數被殺，自己因而被送進孤兒院。
在孤兒院遇到琉輝，一起計畫逃出去。後來卡爾海因茲用另一個身分「卡路」去解救他並給他新的身分「吸血鬼」。也因為卡爾海因茲救他的往事影響，對於玫瑰和方糖有著特殊的情感。
與無神其他三兄弟對唯進行「亞當與夏娃的計畫」。在Dark fate的Vampire結局因為卡爾海因茲利用唯的血將他變回人類。在三作DARK FATE與四作LOST EDEN版本與無神兄弟面臨危機。
喜歡的食物是方糖，並稱方糖為「sugar醬」，討厭咖哩，興趣是家庭菜園，近期對酪農感興趣。
無神 梓（CV：岸尾大輔、湯浅楓（少年期））
嶺帝學院高校三年生，年齡17歲，生日10月28日，星座天蠍座，身高170公分，體重50公斤，血型：A
習慣戴著貝雷帽，說話語氣緩慢，喜歡收集匕首的深青色短髮少年，有自殘的癖好，因此身上到處纏著繃帶，有時甚至會向他人求虐，並一一為傷口取名，原因是流浪的童年一直被眾人當作毆打發洩的對象，讓他漸漸覺得賜與疼痛和傷害是釋出善意的舉動。與傻氣的外表不同，是個溫柔腹黑的少年，琉輝曾透露他其實是三個弟弟中最機靈的。
在孤兒院遇到琉輝，一起計畫逃出去。後來卡爾海因茲用另一個身分「卡路」去解救他並給他新的身分「吸血鬼」。
與無神其他三兄弟對唯進行「亞當與夏娃的計畫」。在三作DARK FATE與四作LOST EDEN版本與無神兄弟面臨危機。
喜歡的食物是七味辣椒粉， 興趣是擦亮收藏的小刀，近期開始喜歡逛藥局。

#### 月浪兄弟
『DARK FATE』版本登場。始祖一族的倖存者。
月浪 卡拉（CV：森川智之）
嶺帝學院高校三年生， 年齡18歲，身高183公分，體重65公斤，血型：AB型
始祖王之繼承人。始祖一族的倖存者。月浪辛的兄長暨柯迪莉亞的表弟，逆卷三胞胎的遠親。留著髮梢末段為血色的白色長髮，金色雙眼，具有吸血鬼始祖血統的少年。平常習慣配戴圍巾遮掩自己的嘴唇。
兼具壓倒性的知性、理性與暴力基因，非常瞧不起其他吸血鬼與人類。和弟弟月浪辛是始祖血統倖存的二人，為了再次復興種族而去尋找身上有始祖之血的女主角（唯）。身為始祖王之繼承人， 卡拉天賦異稟，性格高潔正直但他的父親吉斯巴赫（前代始祖王）卻對他心生妒忌和憎恨更以嚴厲的教育去懲罰他，甚至虐打囚禁自己的妻子克蘿涅（卡拉，辛之母）洩憤。原本尊重父親的卡拉開始得悉父親的昏庸會令始祖一族陷入危機，所以隨後卡拉為了阻止父親的昏庸而令一族不用陷入戰爭危機，便從母親給的（其實是母親拜託他阻止父親）沾了只對始祖有效的致命病毒「Ende Zeit」的刀子去刺殺始祖之王，由於沾了病毒的血不小心反彈到卡拉身上而令自己也因此患上Ende Zeit 。
因為家族責任內心感情受到封閉和壓抑。為了完成家族使命避免始祖絕代一直以冷酷的手段去淨化女主角體內有吸血鬼細菌的始祖之血。攻略過程中冷酷又不懂表達感情的他開始被女主角（唯）的勇氣和善意吸引而漸漸愛上女主角（但只有在結局感情被解放時才知道自己一直以來對女主角的感情是愛），其實在冷酷無情的性格底下也有溫柔的一面（遊戲版路線可見），在遊戲三作DARK FATE的manservant end更不惜一切去保護受重傷的女主角（唯），vampire end 更向吸血鬼之王（逆卷父，即卡爾海因茲）叩頭去拯救受重傷的女主角。在結局更把一直壓抑在心底的感情（愛）也一併解放。
興趣是收藏油畫，喜歡的食物是生火腿。因為始祖被囚禁在萬魔殿的期間染上Ende Zeit相繼去世，始祖小孩們因父母去世而哭泣，傳遍整座萬魔殿，自此卡拉就對小孩的哭聲相當頭痛。卡拉被幽禁萬魔殿的期間，為了消遣時間而閱讀不少書籍，之後為了理解人類的生態，更養成好讀書學習知識的習慣。四作LOST EDEN版本計劃將食屍鬼納為己方戰力，提供食屍鬼庇護所兼指示辛指導食屍鬼作戰，在LOST EDEN版本的 vampire end 以失去魔力的代價治癒Ende Zeit。
雖然卡拉看似可靠，有時也會讓人感到畏懼，卻也有相當天然的地方。例如:遇到自己無法馬上解決的事或有人說了輕視始祖的話語，就會二話不說的使用魔力。
月浪 辛（CV：森久保祥太郎）
嶺帝學院高校二年生，年齡17歲，身高175公分，體重58公斤，血型：O型
卡拉之弟暨柯迪莉亞的表弟，擁有淺朱色的短髮，金色的眼睛，左眼覆蓋眼罩但右眼配戴單片眼鏡，同樣藐視非純種的其他吸血鬼，並且相當自戀。
喜歡用美麗的語言描述暴力。受其父親寵溺，因為想受到眼中認為「強大」的哥哥的重視，尊敬哥哥卡拉之餘亦一心想超越哥哥，崇尚強大，為了證明自己的實力再三入侵蛇族地盤，最後被蛇族捉住，蛇族首領接受他的宣戰，其兄知道此事時便向蛇族首領解釋情況而鞠躬道歉，並挖出辛的左眼（為了保護弟弟和族人），這件事對辛來說是一種羞辱，埋下日後和卡拉矛盾的種子。在DF線一直慢慢被女主角（唯）的温柔感化，明白了真正的強大是一種可以「令人鬆開拳頭」的強大，而不是透過武力去解令人馴服。在DF的Manservant End𥚃更是為了保護女主角而捨棄自己作為始祖的自尊向敵人屈服。在Vampire End𥚃學會了「強大」的真意並和垂死的卡拉透過比劍和解（也顯示出辛其實是珍惜自己的哥哥的）。是一個傲嬌的人。
在萬魔殿，因長時間與哥哥卡拉相處的緣故，加上卡拉平時話不多，所以辛大部分可以看出卡拉的想法，成為哥哥的發言機。四作LOST EDEN版本月浪兄弟線揭露俱備Ende Zeit的抗體，待人處事態度更加冷靜成熟，協助哥哥卡拉照顧食屍鬼兼指導食屍鬼作戰。
喜歡堅果類的食物，興趣是暴力。

#### 魔界王子
『LOST EDEN』版本登場。
基諾（CV：前野智昭）
嶺帝學院高校三年生，年齡17歲，身高178公分，體重65公斤，生日6月29日，血型：AB型
"這不是比我想像的要好？你的血是最好的。"
『LOST EDEN』版本關鍵角色，卡爾海因茲的私生子，出生在魔界的一個偏遠地區。為了一定的目標著想，他計劃吸血鬼的破壞與毀滅。為人主動富行動力，自我中心且任性，認為他人對自己的付出是理所當然。喜歡惡作劇製造混亂，但也有理智與擅於謀略操弄人心的一面。身邊有一名食屍鬼出身的兒時好友兼隨侍yuri。
母親的身份不明。其實是擁有卡爾海因茲DNA的食屍鬼（根據lost eden的Manservant End）。嬰兒時期被唯的養父撫養，在食屍鬼生活的地區成長，但被食屍鬼欺凌予以差別待遇，從此對食屍鬼懷有恨意並開始追求力量，在覺醒吸血鬼的力量後進行獨裁統治。與唯接觸的期間逐漸顯示害怕寂寞與柔軟的一面，在lost eden的的 vampire end 和逆卷家從初始的敵對關係變成友好關係。
在逆卷家六兄弟中與綾人互動關係最佳，但也時常惹惱綾人。過往曾經照顧過月浪兄弟身染Ende Zeit的叔父Felzein。
喜歡的食物是金平糖，但也喜歡番石榴汁，興趣是玩智能手機遊戲。

### 其他人物
卡爾海因茲（Karlheinz）／逆卷 透吾（Sakamaki Tougo，CV：澤田將考（僅遊戲More blood版本）、竹內良太（遊戲Dark fate版本~））
遊戲全系列重要的關鍵角色，逆卷兄弟的父親，同時是里希特的兄長。有好幾個身分，可以變換外貌。還是魔界的族長（吸血鬼之王）。作為政治家幾乎沒時間回家。為人冷靜且精於算計，是安排唯作為「活祭品新娘」與執行「亞當與夏娃的計畫」的策劃者。總共有三位夫人：柯迪莉亞、貝翠絲、克莉絲塔。是造成柯迪莉亞心態扭曲的元兇之一。
二作More Blood版本提及，卡爾海因茲在某場舞會中認識柯迪莉亞，將代表「不可能」花語的花卉贈與她（後來被綾人察覺花語暗示含意）。為了實驗不惜利用柯迪莉亞（三作DARK FATE提及）、堂親克莉絲塔，更為刺激柯迪莉亞迎娶貝翠絲。原有意將柯迪莉亞當成創造新種族的「夏娃」，但由於察覺柯迪莉亞本性過度惡劣導致實驗失敗，連受其利用的克莉絲塔也受精神受創。四作LOST EDEN版本選擇將力量傳承給逆卷家兄弟繼承者，並揭露卡爾海因茲自身以捨棄感情的代價創建裡想的伊甸園。
柯迪莉亞（Cordelia，CV：友永朱音）
逆卷家三胞胎的生母，促成三胞胎性格扭曲的元凶，擁有紫色長髮和綠色雙眼，故人。是魔王始祖梅涅的女兒，擁有強大的力量。享樂主義者，為人高傲且擅長操縱他人，對待逆卷家三胞胎嚴厲甚至有虐待傾向，鄙視同為卡爾海因茲夫人的貝翠絲、克莉絲塔，連卡拉與辛也對她觀感欠佳。愛著卡爾海因茲但仍不時周旋於男人之間（因卡爾海因茲故意冷落她），後由於綾人、奏人、禮人無法再忍受其態度作為，被三胞胎所殺。為了親自復活葬送卡爾海因茲，臨終前委託里希特取出她的心臟安植於他人的身體裡，死後其骨灰被放置於奏人的泰迪熊，其心臟則被安置在當時尚在襁褓命危的唯的身體裡，於唯瀕臨覺醒時，意識現身強占唯的身體。
諳水性，但在強占唯的身體期間，因為唯不擅游泳，遊戲中被綾人做為把柄將其推落水裡而短暫讓唯的意識壓制她。動畫第一季唯為遏止柯迪莉亞，持昴的銀匕首刺向胸膛使其無法覺醒，憐司則將柯迪莉亞的骨灰調製成長眠藥救回唯的性命。
三作DARK FATE月浪兄弟線提及，月浪兄弟的母親克蘿涅和柯迪莉亞的母親梅涅為姊妹關係，證實柯迪莉亞、卡拉、辛實為表姊弟關係。
貝翠絲（Beatrix，CV：平田真菜）
修與憐司的生母，故人。個性拘謹的女子。外貌與修相當相似，有著橘色長髮和藍色雙眼。
對修抱有重望，雖然比較關愛修，但其實憐司的努力她都有看在眼裡。後因為憐司不滿貝翠絲較關愛修的態度，被憐司請來的吸血鬼獵人（小森唯的父親）所殺。臨死前才正式向憐司表達自己對他的認可之情。
克莉絲塔（Krista，CV：田代有紀）
昴的生母，仍在世。擁有白色長髮與桃紅色雙眼，昴的髮色與瞳色皆遺傳自她。據說是位絕世美女，被稱為「白玫瑰」，生下昴後發現卡爾海因茲只是利用她來做實驗，導致精神重度受創，為此只要看到昴便想起卡爾海因茲，便會發狂想要殺了昴。
個性與暴力的兒子相反，本性相當柔順。被卡爾海因茲關在塔裡中。交給昴一把銀製的刀（銀製的東西對吸血鬼會造成傷害），要昴找機會拿刀殺了她好讓她解脫。在三作DARK FATE 昴線有提到，與卡爾海因茲是堂親，知曉卡爾海因茲利用她，仍對後者抱持愛意。是少數知道卡爾海因茲刻意冷落柯迪莉亞的知情者。
里希特（Richter，CV：金野潤）
逆卷兄弟的叔父、卡爾海因茲之弟，謎一般的男子，深愛著柯迪莉亞，嫉妒卡爾海因茲。依照柯迪莉亞的遺願，取出前者的心臟妥善保管，將心臟安置唯的身體裡，收藏著柯迪莉亞死時穿著的禮服。動畫第一季揭露其實為企圖奪取王者之位始親近柯迪莉亞，真相大白後先是於決鬥期間被綾人持劍刺傷，之後連同柯迪莉亞的禮服被禮人放火燒盡。
克蘿涅（Krone）
卡拉和辛的母親，梅涅的姐姐，柯迪莉亞的姨母，逆卷三胞胎的姨祖母，始祖皇后。身為始祖卻體弱多病，長期遭丈夫吉斯巴赫暴力相向。為了找出Ende Zeit的治療方法而求助好友卡爾海因茲，但他要求要一位始祖作為實驗對象，於是將妹妹託付給他，但卡爾海因茲不但沒有找到治療方法反而暗中策劃「亞當與夏娃的計畫」，最後染上Ende Zeit去世。生前暗地託付迦樓羅阻止吉斯巴赫，將沾染自身具備Ende Zeit病毒血液的匕首交給迦樓羅。
其人物形象未在劇裏登場，根據卡拉所稱，他的外型正是遺傳自克蘿涅。
梅涅（Menae）
克蘿涅的妹妹，卡拉與辛的姨母，魔王之妻，柯迪莉亞之母，逆卷三胞胎的祖母，本來被囚禁在萬魔殿後來脫逃，被迦樓羅和辛視為叛徒。
吉斯巴赫
前代始祖王，卡拉和辛的父親，克蘿涅的丈夫。以輩份而言是逆卷三胞胎的姨祖父。嫉妒、畏懼擁有稀有魔力又文武雙全的兒子迦樓羅，以教育之名趁機報復他，同時也逐漸變得昏庸，無視Ende Zeit的問題發動戰爭，最後和卡拉對質的過程中被沾染Ende Zeit血液（克蘿涅的血）的匕首所刺殺而染上Ende Zeit死亡。
賈斯汀、梅麗莎、克莉絲緹娜（Jesstine、Melisa、Christina）
梓童年流浪時期經常欺負他的三名孩童，後來因為結夥盜竊而被處決。
厄爾·沃爾特(只在Lunatic Parade版本登场)
魔界著名的大盜，居住在Bernstein（伯恩斯坦，德文原意：琥珀）中，所盜走的財物數不勝數，有謠言說他有一個放財寶的地方，他許許多多的財寶碰都沒碰過。盜走了唯的心臟，用Kleinod（克萊諾得，德文原意：寶石）填充，維持了她的生命。並向三個家族發出邀請函，來奪回小森唯的心臟。

## 用語
魔族
分為始祖、吸血鬼、蛇族、狼族、鷹族，擁有永恆的生命，將死亡視為愛。
吸血鬼
魔界種族，主要以人類的血液為食，但也會和正常人般食用普通人的飲食。擁有超乎常人的永恆生命力，因為自身特性不方便在白天行動，所以若有求學等需求則趨向於夜晚活動，逢滿月時己身的吸血慾望會明顯提升，且能飛行。相反的，在月蝕時力量會減弱。弱點是銀製品，只要被銀製利器刺中胸膛就會死亡。有著「將多胞胎最晚出生的孩子視為長男」和「殺死最愛之人為愛他／她的究級告白」等觀念。分為純種吸血鬼和混種（吸血鬼和其他種族結合所生，或是人類轉化而成）吸血鬼。
蛇族
和吸血鬼相當友好的種族。
狼族
孤高，地盤意識強烈。
鷹族
比較狡猾的一族，在戰爭中只聲援有勢的一方。
始祖
遊戲三作《DARK FATE》與動畫版第二季登場，又稱原始血統（First Blood），魔族之祖，有著強韌的生命力，即使心臟被貫穿也不會有生命危險，有身為始祖的自尊，所以只和同族結合，瞧不起魔界眷屬（由始祖延伸出的亞種，例如：蛇、狼、鷹、蝙蝠四族），後來因前代始祖王發動魯莽的戰爭，最後戰敗被軟禁在萬魔殿，加上Ende Zeit的爆發而滅族，只剩迦羅樓和辛倖存。DARK FATE版本揭露柯迪莉亞為始祖與魔王的混血後代。
活祭品
供給吸血鬼食用人血的對象。
岭帝学院高校
遊戲系列作登場的學校，設有夜間部。
亞當與夏娃的計畫
由卡爾海因茲策劃，讓擁有魔王之女血液的人類女性（夏娃），挑選欲與之結合的男性吸血鬼（亞當），被「夏娃」選中擔任「亞當」者亦會同時覺醒，獲得更強大的力量。目的是為了結合新種族（既非人類也非吸血鬼）。擔任「亞當」者需同時擁有「夏娃」對其的愛和自身發自真心對「夏娃」的愛，但是卡爾海因茲出於私人目的而刻意隱瞞非純種吸血鬼也能擔任「亞當」的事。
萬魔殿
始祖的居城，也是始祖戰敗後被囚禁的地方。
Ende Zeit
始祖特有的感染性疾病，透過血液傳染，罹患此疾病者必死無疑。
伊甸園
遊戲四作《LOST EDEN》登場，卡爾海因茲策劃的理想鄉，伊甸園的狀態變化會依據管理者的心緒而定，擔任管理者的代價為捨棄自身情感。

## 遊戲主題歌

### DIABOLIK LOVERS（PSP版）
OP《真夜中の饗宴（MIDNIGHT PLEASURE）》
作詞：岩崎大介，作曲：MIKOTO，編曲：ハマサキユウジ（MAGES），主唱：逆卷綾人（綠川光）& 逆卷修（鳥海浩輔）& 逆卷昴（近藤隆）
ED《幻日理論 -Parhelion Logic-》
作詞：岩崎大介，作曲：MIKOTO，編曲：ハマサキユウジ（MAGES），主唱：逆卷綾人（綠川光）

### DIABOLIK LOVERS（PSV版）
OP《真夜中の饗宴（MIDNIGHT PLEASURE）-Remix ver-》
作詞：岩崎大介，作曲：MIKOTO，編曲：5pb.，主唱：逆卷綾人（綠川光）& 逆卷修（鳥海浩輔）& 逆卷昴（近藤隆）
ED《幻日理論 -Parhelion Logic-》
作詞：岩崎大介，作曲：MIKOTO，編曲：5pb.，主唱：逆卷綾人（綠川光）

### DIABOLIK LOVERS MORE,BLOOD（PSP版）
OP《極限BLOOD》
作詞：岩崎大介，作曲：MIKOTO，編曲：ハマサキユウジ（MAGES），主唱：逆卷綾人（綠川光）& 逆卷修（鳥海浩輔）& 逆卷昴（近藤隆）
ED《月蝕》
作詞：岩崎大介，作曲：MIKOTO，編曲：ハマサキユウジ（MAGES），主唱：無神コウ（木村良平）& 無神ユーマ（鈴木達央）& 無神アズサ（岸尾大輔）

### DIABOLIK LOVERS VANDEAD CARNIVAL（PSV版）
OP《吸愛ラビリンス》
作詞：岩崎大介，作曲：MIKOTO，編曲：久下真音，主唱：逆卷綾人（綠川光）& 逆卷修（鳥海浩輔）& 逆卷昴（近藤隆）
ED《誓いのカンパネラ》
作詞：岩崎大介，作曲：MIKOTO，編曲：久下真音，主唱：逆卷綾人（綠川光）& 逆卷修（鳥海浩輔）& 逆卷昴（近藤隆）

### DIABOLIK LOVERS DARK FATE（PSV版）
OP《Guilty×Guilty!!!》
作詞：岩崎大介，作曲：MIKOTO，編曲：大沢圭一，主唱：逆卷綾人（綠川光）& 逆卷修（鳥海浩輔）& 逆卷昴（近藤隆）
ED《S.O.S-ΑtoΩ-》
作詞：岩崎大介，作曲：MIKOTO，編曲：ハマサキユウジ，主唱：月浪迦樓羅(CV.森川智之)＆月浪辛(CV.森久保祥太郎)

### DIABOLIK LOVERS LUNATIC PARADE（PSV版）
OP《Fanatic of Night》
主唱：逆卷綾人（CV.綠川光）&逆卷奏人（CV.梶裕貴）&逆卷禮人（CV.平川大輔)
逆卷俢（CV.鳥海浩輔）&逆巻憐司（CV.小西克幸）&逆卷昴（CV.近藤隆）
ED《VoiD》
主唱：逆卷綾人（CV.綠川光）

### DIABOLIK LOVERS LOST EDEN（PSV版）
OP《常夜 KNOW UNDERSKIN》
主唱：逆卷綾人（CV.綠川光）&逆卷奏人（CV.梶裕貴）&逆卷禮人（CV.平川大輔)
逆卷俢（CV.鳥海浩輔）&逆巻憐司（CV.小西克幸）&逆卷昴（CV.近藤隆）
ED《I.M.I.T.A.T.I.O.N. G.A.M.E》
主唱：キノ(CV.前野智昭)

### DIABOLIK LOVERS CHAOS LINEAGE（NS版）
OP《BAD HOWLING-惡意共鳴-》
主唱：逆卷綾人（CV.綠川光）&無神コウ（木村良平）&逆卷俢（CV.鳥海浩輔）
ED《Dystopia》
主唱：キノ(CV.前野智昭)

## 電視動畫
第一季「DIABOLIK LOVERS」2013年9月16日起於AT-X播放。
第二季「DIABOLIK LOVERS MORE,BLOOD」預定於2015年秋天開始放送。

### 製作人員
- 原作：OTOMATE（日语：オトメイト）（Idea Factory、Rejet）
- 角色原案：
- 監督：田頭忍（日语：田頭しのぶ）（第一季）、吉田里紗子（OAD、第二季）
- 助監督：吉田紗子（第一季）
- 系列構成：長津晴子（第一季）、金杉弘子（日语：金杉弘子）（第二季）
- 角色設計、總作畫監督：八尋裕子
- 道具設計：岩畑剛一
- 美術監督：小倉宏昌
- 美術設定：藤井一志
- 色彩設計：田中美穗
- 攝影監督：小池里惠子、大山佳久
- 3D監督：遠藤誠（日语：遠藤誠 (3D監督)）
- 編輯：植松淳一、平木大輔（OAD）
- 音響監督：飯田樹
- 錄音監督：川添憲五
- 音樂：林友樹、杉浦勇紀（OAD）、紗希（日语：紗希）（第二季）
- 音樂監製：宮崎大介
- 音樂製作：Frontier Works
- 製片人：市川真弓、今優子
- 制作監製：橋本和典、新宅潔
- 動畫製作：ZEXCS
- 製作：製作 - DIABOLIK LOVERS PROJECT（第一季）、DIABOLIK LOVERS MB PROJECT（第二季）

### 主題曲

#### 第1期
片頭曲《Mr.SADISTIC NIGHT》
作詞：岩崎大介，作曲：MIKOTO，編曲：木之下慶行，主唱：逆卷綾人（綠川光）＆逆卷修（鳥海浩輔）
片尾曲《nightmare》
作曲、編曲：林友樹
OAD片頭曲「DIABOLIK LOVERS DARK FATE」
作曲、編曲 - 杉浦勇紀

#### 第2期
片頭曲「禁断の666」
主唱：無神皓（木村良平）&無神梓（岸尾大輔）

#### DVD版
DVD版特別片尾曲《銀の薔薇-Ayatolyrics-》（第1、2話）
作詞：岩崎大介，作曲：MIKOTO，主唱：逆卷綾人（綠川光）
DVD版特別片尾曲《銀の薔薇-Laitolyrics-》（第3、4話）
作詞：岩崎大介，作曲：MIKOTO，主唱：逆卷禮人（平川大輔）
DVD版特別片尾曲《銀の薔薇-Kanatolyrics-》（第5、6話）
作詞：岩崎大介，作曲：MIKOTO，主唱：逆卷奏人（梶裕貴）
DVD版特別片尾曲《銀の薔薇-Subarulyrics-》（第7、8話）
作詞：岩崎大介，作曲：MIKOTO，主唱：逆卷昴（近藤隆）
DVD版特別片尾曲《銀の薔薇-Shulyrics-》（第9、10話）
作詞：岩崎大介，作曲：MIKOTO，主唱：逆卷修（鳥海浩輔）
DVD版特別片尾曲《銀の薔薇-Reijilyrics-》（第11、12話）
作詞：岩崎大介，作曲：MIKOTO，主唱：逆卷禮司（小西克幸）

#### 插曲
插曲《Scarborough Fair》（第6話）
作詞、作曲：Arthur Garfunkel・Paul Simon，主唱：逆卷奏人（梶裕貴）

### 各話列表
| 話數                   | 劇本            | 分鏡     | 演出     | 作畫監督                                                 |   |
| ---------------------- | --------------- | -------- | -------- | -------------------------------------------------------- | - |
| episode 01             | 長津晴子        | 田頭忍   | 吉田紗子 | 山中純子                                                 |   |
| episode 02             | 長津晴子        | 田頭忍   | 青井小夜 | 高橋敦子 小園菜穗                                        |   |
| episode 03             | 森川治          | 黑柳利允 | 上田繁   | 土屋圭、高橋敦子                                         |   |
| episode 04             | 森川治          | 田頭忍   |          | 山中純子 小園菜穗 藤原未來夫                             |   |
| episode 05             | 森川治          | 青井小夜 | 青井小夜 | 小園菜穗 島澤範子                                        |   |
| episode 06             | 森川治          | 川崎逸朗 | 吉田紗子 | 高橋敦子、岡崎洋美 新田靖成、小園菜穗 室田惠梨、藤木奈奈 |   |
| episode 6.5 （總集篇） | -               | -        | -        | -                                                        | - |
| episode 07             | 長津晴子 森川治 | 川崎逸朗 | 青井小夜 | 市原圭子、小園菜穗 廣尾可奈子                            |   |
| episode 08             | 長津晴子        | 田頭忍   | 吉田紗子 | 島澤範子 松下郁子                                        |   |
| episode 09             | 長津晴子        | 川崎逸朗 | 三上宮子 | 室田惠梨、藤木奈奈 小野和寬、島澤範子                    |   |
| episode 10             | 長津晴子        | 伊藤達文 | 川崎逸朗 | 高橋敦子、小園菜穗 大澤美奈                              |   |
| episode 11             | 長津晴子        | 田頭忍   | 吉田紗子 | 島澤範子、大澤美奈 松下郁子                              |   |
| episode 12             | 長津晴子        | 田頭忍   | 田頭忍   | 山中純子、田頭忍                                         |   |

### 播放電視台
| 播放地區 | 播放電視台 | 播放日期               | 播放時間（UTC+9）         | 所屬聯播網 | 備註   |
| -------- | ---------- | ---------------------- | ------------------------- | ---------- | ------ |
| 日本全國 | AT-X       | 2013年9月16日－12月9日 | 星期一 23時30分－23時45分 | 衛星電視   | 有重播 |

### DVD
| 卷數 | 發售日         | 發售日        | 收錄話         | 規格編號  | 規格編號  |
| 卷數 | 限定版         | 通常版        | 收錄話         | 限定版    | 通常版    |
| ---- | -------------- | ------------- | -------------- | --------- | --------- |
| 1    | 2013年11月27日 | 2014年1月29日 | 第1話－第2話   | FFBT-0008 | MFBT-0020 |
| 2    | 2013年12月25日 | 2014年2月26日 | 第3話－第4話   | FFBT-0009 | MFBT-0021 |
| 3    | 2014年1月29日  | 2014年3月26日 | 第5話－第6話   | FFBT-0010 | MFBT-0022 |
| 4    | 2014年2月26日  | 2014年4月25日 | 第7話－第8話   | FFBT-0011 | MFBT-0023 |
| 5    | 2014年3月26日  | 2014年5月28日 | 第9話－第10話  | FFBT-0012 | MFBT-0024 |
| 6    | 2014年4月25日  | 2014年6月25日 | 第11話－第12話 | FFBT-0013 | MFBT-0025 |

## 註解
1. ↑  .   [2014-02-04]. （原始内容存档于2014-03-04）.

## 外部連結
- （日語）《魔鬼戀人》主站 （页面存档备份，存于）
- （日語）《魔鬼戀人》部落格 （页面存档备份，存于）
- （日語）遊戲《DIABOLIK LOVERS》 （页面存档备份，存于）
- （日語）遊戲《DIABOLIK LOVERS MORE,BLOOD》 （页面存档备份，存于）
- （日語）遊戲《DIABOLIK LOVERS DARK FATE》 （页面存档备份，存于）
- （日語）遊戲《DIABOLIK LOVERS VANDEAD CARNIVAL》 （页面存档备份，存于）
- （日語）遊戲《DIABOLIK LOVERS LUNATIC PARADE》 （页面存档备份，存于）
- （日語）動畫《魔鬼戀人》公式網站 （页面存档备份，存于）
- （日語）舞台劇《DIABOLIK LOVERS》 （页面存档备份，存于）
- （简体中文）腾讯视频独播专区[]